# Chatam Sofer-emlékhely
A Chatam Sofer-emlékhely Moses Sofer 19. századi ortodox rabbi sírja és emlékhelye, amelyet egy 17. századi zsidó temető helyén építettek Pozsonyban. A történelmi temető nagyrészt elpusztult a pozsonyi vár alatti alagút építésekor 1943-ban, de a Jozef Tisoval folytatott tárgyalások eredményeképpen a temető egy fontos részletét, ahol a rabbik sírjai találhatóak, betonba ágyazva megőrizték. Utóbb, amikor az alagutat a villamosközlekedés számára átalakították, egy villamosmegálló épült az emlékhely felett. 2002-ben egy modern emlékművet állítottak, amelyet részlegesen megnyitottak a nagyközönség számára.

## Elhelyezkedése
A Chatam Sofer-emlékhely bekerített területe nagyjából megegyezik a pozsonyi régi zsidó temető területével. A Ludvík Svoboda hadseregtábornok rakparton (szlovákul Nábrežie armádneho generála Ludvíka Svobodu) található. Keleten a villamosalagút határolja, északon egy fal, nyugaton Új Apostoli Egyház székhelye, délen pedig, az utca túloldalán a River Park. A Duna mintegy 70 méterre van. 
Az emlékmű mellett mindkét irányban egy-egy Chatam Sofer elnevezésű buszmegálló és villamosmegálló található, utóbbit a 4-es és 9-es villamosok érintik. 

## Története
A 17. században a zsidóknak engedélyezték, hogy a pozsonyi vár alatt fekvő területen, a gróf Pálffy család birtokán telepedjenek meg. 1640-től a zsidó közösség bérelte a területet, amely 1694-ben a tulajdonukba került. A zsidó közösség egy temetőt létesített a Duna közelében. A terület kis mérete miatt 1810-ben és 1825-ben a temetőt földdel borították be, és a sírokat két, esetenként három rétegben helyezték el. Összesen mintegy hatezer sír volt itt. 1847-től a zsidó közösség a közeli Mária Terézia úton (Žižkova) levő ortodox és neológ temetőt használta. A 20. század közepéig a terület közvetlenül a Duna szomszédságában helyezkedett el, a házaktól elkülönítve. Mivel a pozsonyi vár és a város közötti forgalom a Mária Terézia úton, illetve más utcákon haladt a helyszín felett, az emlékhely csendes volt. Az 1940-es években új építmények létesültek a közelben a Nemzetközi Duna Vásárra, ezekből lett a későbbi Művelődési és Pihenőpark (Park kultúry a oddychu, PKO). Egyidejűleg a folyó partját kiszélesítették, a területen utakat és villamosvonalakat építettek, és megkezdődött a várhegy alatt az alagút építése. 
A régi zsidó temető továbbra is jól állapotban maradt 1942–1943-ig, amikor a szlovák állam és annak antiszemita vezetője, Jozef Tiso kisajátította egy útépítéshez. A sírok nagy részét kihantolták, és a maradványokat az ortodox temetőben, a beit tahara (halottasház) mögött egy közös sírban temették el. Az eredeti helyen csak a legfontosabb rész maradt meg, ahova a híres pozsonyi rabbikat temették, azaz a Chatam Sofer sírját körülvevő 23 sír. Itt nyugszik többek között Morldechaj Mochiach, Moše Lewow Lemberger (Moše Charif), az idősebb Akiba Eger, Isak Halevi Landau-Dukla, Meir Barby, Mešulam Eger. A háború után a zsidó közösség tagjai támogatták az emlékhelyen található sírok felújítását. A rezsimmel folytatott tárgyalások lehetővé tették, hogy a közösség betonba ágyazva megőrizze a temetőnek ezt a részét, beleértve a Chatam Sofer sírját az új út felszíne alatt. Számos magyarázatot született arra nézve, hogy a rezsim miért hajlott a zsidó közösség óhajának engedélyezésére, egyesek megvesztegetést tételeznek fel, mások pedig külföldi nyomást vagy pedig a sírok megsemmisítésével járó átoktól való félelmet. 
Az építkezés következtében a temető területe Pozsony belvárosának egyik fő megközelítési útvonalára került, és napjainkban az emlékhelyet több ezren látják, akik a mellette elhaladó autóbuszokkal és villamosokkal utaznak. A 2000-es évekig a területet egy közpark választotta el a Dunától. A pozsonyi városi tanács, élén Andrej Ďurkovský polgármesterrel eladta a park területét a Henbury Development cégnek, amely néhány méterre az emlékhelytől építette fel a River Parkot. 
Miután Szlovákia 1992-ben függetlenné vált, új tárgyalásokra került sor, hogy biztosítsák az emlékhely látogathatóságát. Az 1990-es években nemzetközi bizottságot alakítottak, hogy támogassa és felügyelje a villamosok áthelyezését és egy mauzóleum építését. 1999-ben Jozef Moravčík, Pozsony polgármestere, Romi Cohn, a bizottság elnöke és Peter Salner, a pozsonyi zsidó vallási közösség elnöke aláírtak egy közös nyilatkozatot, amely lehetővé tette az emlékhely látogatását.
Az új Chatam Sofer-emlékmű építésze Martin Kvasnica volt, az építkezést a Raft cég végezte. A mauzóleum számos technikai, pénzügyi és vallási akadály leküzdése után  2002. július 8-án nyílt meg.
2002-ben az emlékhelyet világörökségi helyszínnek javasolták.

## Látogatása
2002 óta az emlékhely korlátozottan látogatható. Minden látogatást legalább 48 órával korábban a helyi zsidó közösséggel kell egyeztetni, és a látogatókat helyi idegenvezetőnek kell kísérnie. A belépti díj 6 dollár, a szokásos nyitvatartási időn kívül további 20 dollár. Szigorú illemszabályokat és öltözködési előírásokat kell betartani, beleértve férfiak számára a hosszú nadrágot és kalapot, a nők számára a kar eltakarását. Noha az emlékhely a pozsonyiak számára is elérhető, gyakorlatilag csak külföldi zsidó látogatók keresik fel. 

## Fordítás
Ez a szócikk részben vagy egészben  a   Chatam Sofer Memorial című angol Wikipédia-szócikk ezen változatának fordításán alapul.  Az eredeti cikk szerkesztőit annak laptörténete sorolja fel. Ez a jelzés csupán a megfogalmazás eredetét és a szerzői jogokat jelzi, nem szolgál a cikkben szereplő információk forrásmegjelöléseként.